# Bloomingburg (Ohio)
Bloomingburg è un villaggio degli Stati Uniti d'America, situato nello stato dell'Ohio, nella contea di Fayette.